# Catua
Catua es una pequeña localidad del departamento Susques, en la provincia de Jujuy, en la región del altiplano argentino.
Fue fundada el 21 de septiembre de 1947, aunque se registra su existencia al menos desde el siglo XIX (Bertrand 1885: 56). Se encuentra a 350 km de la ciudad de San Salvador de Jujuy muy cerca del límite con la provincia de Salta a unos 20 km del Salar de Cauchari. Su vía de comunicación más importante es la Ruta Nacional 51, que une la ciudad de Salta con el Paso de Sico, en la frontera con la República de Chile.
Catua está localizada en el extremo sudoeste de la reserva provincial de fauna y flora Olaroz-Cauchari.

## Características de la localidad
Catua cuenta con la escuela estatal de nivel primario N°389 Paso de Los Andes. En las dependencias de la Comisión Municipal funciona desde el año 2009 la Escuela Media N.º 20. Ambos establecimientos educativos desarrollan su actividad en régimen de verano, aproximadamente desde principios de septiembre a fines de mayo, debido a las condiciones climáticas y la rigurosidad invernal.
La localidad cuenta con un pequeño templo, destacamento policial, puesto primario de salud y oficina de correo.
La energía eléctrica en Catua es provista por una unidad de generación de tipo térmico, a la que se suman paneles fotovoltaicos, ya que la localidad no está conectada a la red eléctrica troncal. La localidad cuenta con servicio de energía eléctrica durante 12 horas diarias.
El clima es frío y seco, con veranos de temperaturas moderadas, inviernos rigurosos y muy escasas precipitaciones. La gran amplitud termina determina diferencias de temperatura que pueden llegar hasta los 30 °C en el mismo día.

## Géiser
Cátua (Pueblo) se encuentra en las coordenadas 23°52′0″ S, 67°1′0″ W o sea, casi 0,5 minutos hacia el este (poco más de 25 km) de donde se cruzan la línea fronteriza y la RN51, claramente en territorio jujeño/Argentina.
La RN51 finaliza en la línea fronteriza en las coordenadas 23°50′40″ S 67°15′41″ W en grados sexagesimales.
A la Frontera Argentina/Chile también se llega por RP70 (Arg)/B-357(Cl)  23°43′54.95″ S /  67°13′29.7″ O
Las coordenadas del Géiser de Huaytiquina (También conocido como géiser de Catua) son 23°41′29,3″ S 67°15′50,6″ O o sea, 5,2 km en línea recta desde la línea fronteriza, pero hacia el oeste, claramente en territorio chileno.
Si bien las tres localizaciones están en 67° oeste, la diferencia radica en los minutos dentro de ese grado: Catua: 1´ (un minuto de grado), cruce entre línea fronteriza y RN 51: 15´41" (quince minutos, cuarenta y un segundos de grado) y el Geiser en 15´50,6" (quince minutos, cincuenta coma seis segundos de grado), todos de longitud oeste.
En total en todo el mundo, solo hay unos 1000 géiseres, pero el Géiser de Huaytiquina tiene características particulares, ya que el agua sale hirviendo, pero en pocos minutos, se convierte en hielo.
El chorro que lanza el géiser de Huaytiquina es de agua y vapor, una especie de fuente termal, que al estar ubicado a casi 4000 metros sobre el nivel del mar, apenas sale este chorro, se congela.
Para que este fenómeno ocurra, hacen falta algunas condiciones hidrogeológicas especiales, que justamente en Cátua son favorables.
Aquí el agua debajo de la tierra empieza a hervir y sus burbujas de vapor salen hacia la superficie, donde se encuentran con agua fría que actúa como la tapa de una olla a presión.
Cuando ya la presión del vapor y agua caliente es demasiada para el agua fría, el tapón, el agua caliente hace una erupción hacia afuera, con un resultado impresionante, asombroso, ya que cuando finalmente el agua emerge, se congela por las bajas temperaturas formando alrededor una estructura de hielo.
Esta estructura no es siempre igual, ya que según las temperaturas, se derrite o se forma más grande, varía constantemente.
Para ubicarnos, el géiser se encuentra en la Región de Antofagasta en Chile, en plena pampa de Alto de Lari y al oeste del cerro y quebrada de Huaytiquina (o Guaitiquina), a 35 kilómetros de la localidad de Cátua, Departamento de Susques, a 350 kilómetros de San Salvador de Jujuy, capital provincial.
En este video, https://www.youtube.com/watch?v=EOAC-sor5MQ  , se puede apreciar lo singular de este géiser, el cual se recomienda visitar en los meses de julio a octubre.
En este video,https://www.youtube.com/watch?v=-4x8oxipUF8  Se aprecia el recorrido Catua/Geiser  por RP70(Jujuy-Argentina) /  B-357 Antofagasta-Chile)
Para llegar hasta esta maravilla de la naturaleza, en Cátua se pueden contratar excursiones con guía en vehículos 4×4, servicios que se incrementan dado que este fenómeno va dándose a conocer poco a poco, incrementando la cantidad de turistas que llegan hasta allí.
El paso fronterizo de Huaytiquina RN51 se encuentra habilitado, El paso (Ex Huaytiquina) actual RP70(Jujuy-Argentina) /  B-357 Antofagasta-Chile)tras el Conflicto del Beagle el paso fue clausurado en 1979 debido a que fue sembrado con minas antipersonales, y actualmente esta en uso.

## Población
Cuenta con 480 habitantes (Indec, 2010), lo que representa un incremento aproximado del 30% frente a los 368 habitantes (Indec, 2001) del censo anterior. 
| Gráfica de evolución demográfica de Catua entre 1991 y 2010 |
|                                                             |
| Fuente: censos nacionales del INDEC                         |

Según datos del censo nacional de 2010, la población femenina era de 271 personas y la población masculina de 209 personas.

## Aspectos económicos
La mayoría de la población desarrolla actividades primarias vinculadas a la cría de ganado, fundamentalmente cabras y ovejas.
Existen iniciativas para el desarrollo de proyectos turísticos.
Desde el 2003, se realiza cada anualmente la Feria del Trueque, que reúne pobladores de los pueblos de la región de la puna, específicamente de Susques, San Pedro de Atacama (Chile), y Quetena Chico (Bolivia). La feria tiene como objetivo el trueque de mercaderías, una forma ancestral de intercambio, además de fortalecer los lazos de comunidades que comparten tradiciones, métodos productivos y otros aspectos culturales.
Desde el año 2011, en cercanías a Catua, está instalada la explotación Cauchari Olaroz, cuyo objetivo es la extracción y procesamiento de litio y potasio. Sin embargo, esta explotación minera no impulsó el desarrollo de la comunidad, que cuatro años después del inicio de la actividad continuaba con altos índices de emigración y desocupación.
En el año 2015 se puso en marcha un proyecto para la elaboración de bloques aptos para la construcción de viviendas sociales, a partir de la elaboración de toba volcánica, una piedra de características porosas abundante en la zona.